# 6. СС брдска дивизија Север
6. СС брдска дивизија Север је била немачка Вафен-СС дивизија. Формирана је као СС борбена група Север у фебруару 1941. а претворена у дивизију у септембру 1941. године.
Дивизија је била састављена од припадника СС-а на гарнизонским дужостима у Норвешкој. Пребачена је у финску Лапонију пре операције Барбароса као део немачког XXXVI корпуса. У јулу 1941. године дивизија је учествовала у операцији Силберфухс са 169. дивизијом и финском 6. дивизијом. Услед недовољне обучености њени војници су натерани у бекство у првом нападу против совјетских снага код Сале.
Дивизија је касније прикључена финском III корпусу у области Киестинки.
У септембру 1942. дивизија је преименована у СС брдску дивизију Север а у октобру 1943. коначно добија назив 6. СС брдска дивизија "Север“.
Године 1944. дивизија је учествовала у Лапонском рату против Финске. После повлачења из Финске, дивизија је пребачена у Данску и касније у Немачку. Дивизија се маја 1945. године предала америчким снагама у Баварској.